# Bisdom Cajazeiras
Het bisdom Cajazeiras (Latijn: Dioecesis Caiazeirasensis) is een rooms-katholiek bisdom met als zetel Cajazeiras, in Brazilië. Het bisdom is suffragaan aan het aartsbisdom Paraíba.

## Geschiedenis
Het bisdom werd opgericht op 6 februari 1914, uit delen van het aartsbisdom Paraíba.

## Parochies
Het bisdom had in 2021 een oppervlakte van 14.575 km2 en telde 583.203 inwoners waarvan 93,5% rooms-katholiek was.

## Bisschoppen
- Moisés Sizenando Coelho (16 november 1914 - 12 februari 1932)
- João da Matha de Andrade e Amaral (24 maart 1934 - 12 mei 1941)
- Henrique Gelain (29 juli 1944 - 22 mei 1948)
- Luis do Amaral Mousinho (30 augustus 1948 - 18 maart 1952)
- Zacarias Rolim de Moura (27 april 1953 - 12 juli 1990)
- Matias Patrício de Macêdo (12 juli 1990 - 12 juli 2000)
- José Gonzalez Alonso (20 juni 2001 - 16 september 2015)
- Francisco de Sales Alencar Batista (8 juni 2016 - heden)

Paraíba (aartsbisdom) · Cajazeiras · Campina Grande · Guarabira · Patos